# أرلين هولت بيكر
أرلين هولت بيكر (بالإنجليزية: Arlene Holt Baker) هي نقابية أمريكية، ولدت في 1951 في فورت وورث في الولايات المتحدة.